# Инти Райми

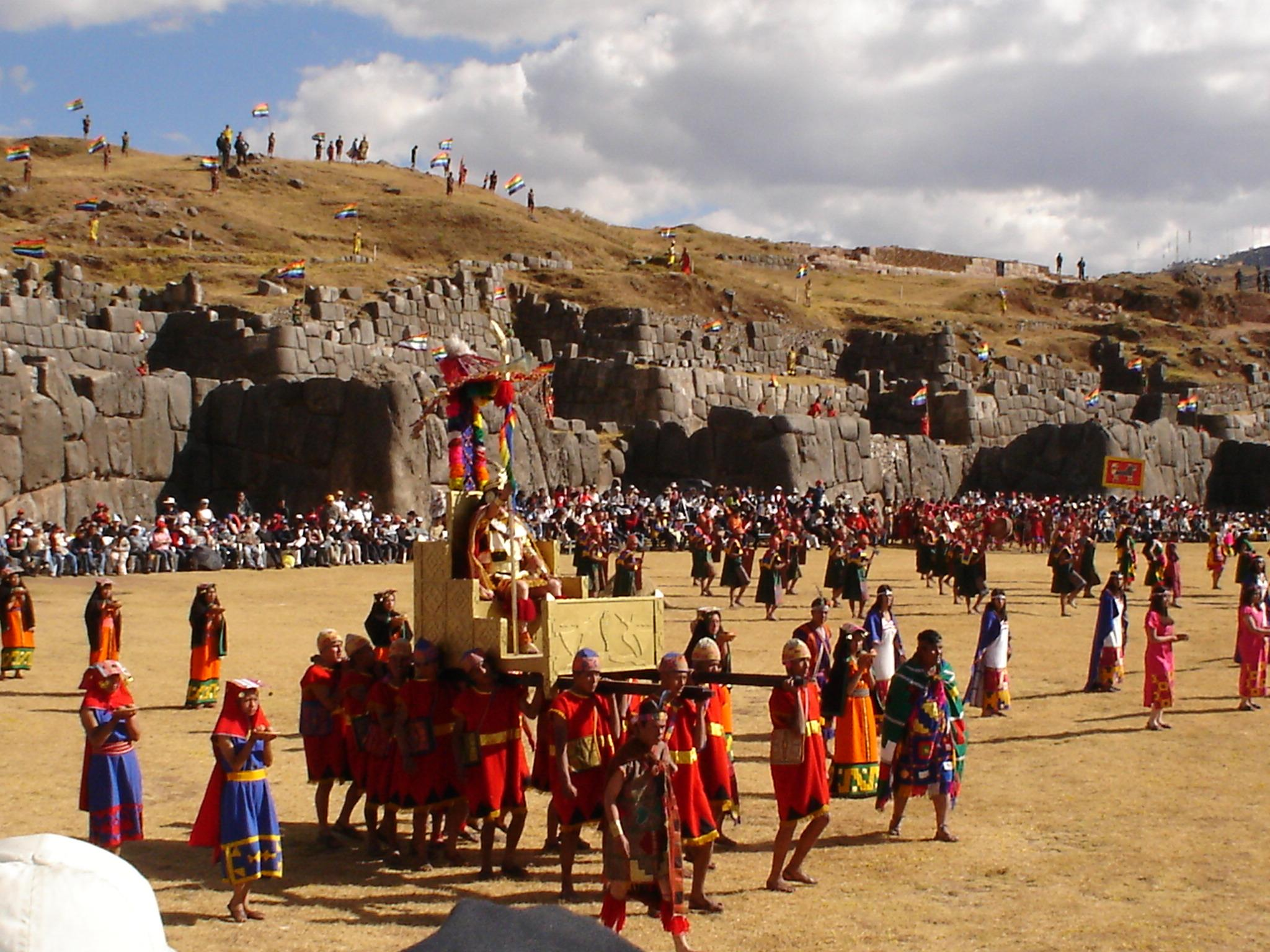
Инти Райми в Саксауамане.

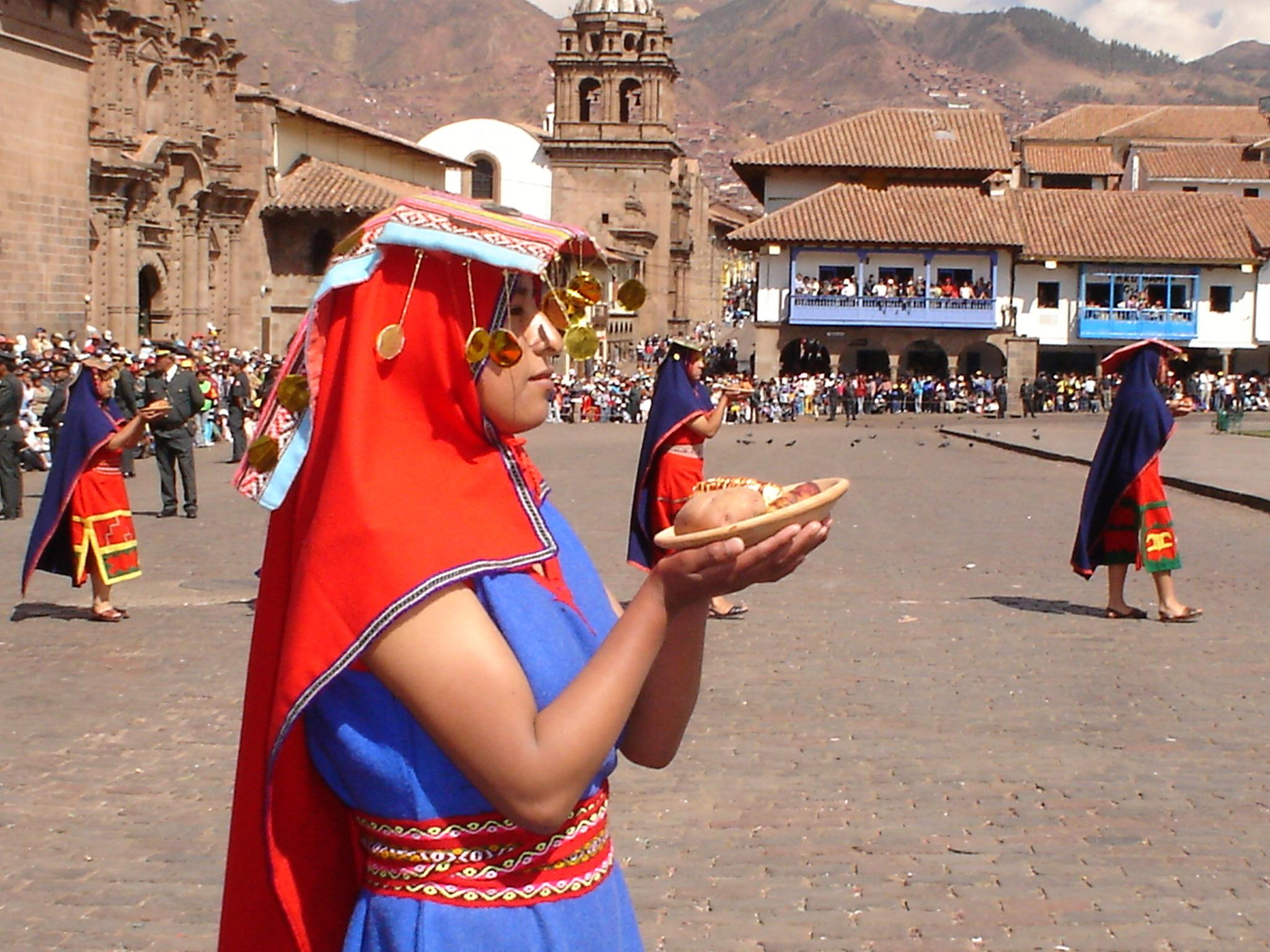
Инти Райми в Куско, 2005 год.

Инти Райми (кеч. Inti Raymi — «Праздник солнца») — религиозная церемония инков и многих индейских народов, живущих в пределах их прежнего влияния, посвящённая богу Инти. Праздник проводится в течение зимнего солнцестояния и отмечается как Новый год в Андах.
Во времена Тауантинсуйу Инти Райми был важнейшей церемонией, проводившейся в Куско, согласно записям Инки Гарсиласо де ла Вега. Церемония отмечала мистическое происхождение инков и продолжалась девять дней, во время которых проводились танцы, процессии и жертвоприношения животных; считалось, что это, в частности, обеспечит хороший сезон в сельском хозяйстве. Последний раз во времена Империи праздник был проведён в 1535 году, после чего католическая церковь запретила его. Некоторые индейцы проводили праздник и после этой даты, однако репрессии со стороны вице-короля Перу Франсиско де Толедо почти полностью прекратили его после 1572 года из-за угрозы для католичества.
В 1944 году под руководством Фаустино Эспиносы Наварро была проведена первая реконструкция исторической церемонии усилиями местных артистов. Эта реконструкция была основана на записях Гарсиласо де ла Вега. В результате, с 1944 года 24 июня ежегодно на этот праздник проводится театрализованное представление в Саксайуамане (2 километра от Куско), которое включает в себя торжественную церемонию поклонения Солнцу, танцы индейских воинов, песнопения и праздничные шествия - и привлекает тысячи туристов и местных жителей.
Позднее этот праздник приобрёл новые черты, помимо религиозной и развлекательной составляющей, он отмечается перуанцами как День индейца - легендарного первооснователя страны.
Кроме Куско, одним из мест проведения церемонии стал городок Саласака и озеро Куикоча (Эквадор). 

### Статьи
- Куприенко C. А., Ракуц Н. В. К вопросу о реформировании культа и храмового хозяйства в инкской империи (Перу, XV в.) // Латинская Америка : журнал. — М., 2013. — Вып. 4. — С. 72-82. — ISSN 0044-748X.